# Championnat d'Europe féminin de football 1989
Navigation
Euro 1987 Euro 1991
Il s'agit de la 3e édition du Championnat d'Europe de football féminin qui se tient tous les deux ans et est organisé par l'UEFA.
La phase finale à quatre équipes se déroule du 28 juin au 2 juillet 1989 en Allemagne de l'Ouest.
La république fédérale d'Allemagne remporte pour la première fois le trophée en s'imposant 4-1 en finale contre la Norvège.

## Équipes qualifiées
Les quatre participants à la phase finale sont les suivants :
| RF Allemagne Italie Norvège Suède |

## Phase finale
|  | Demi-finales         | Demi-finales    |              |   | Finale               | Finale               |
|  | Demi-finales         | Demi-finales    |              |   | Finale               | Finale               |
|  |                      |                 |              |   |                      |                      |
|  | 28 juin, Siegen      | 28 juin, Siegen |              |   | 2 juillet, Osnabrück | 2 juillet, Osnabrück |
|  | 28 juin, Siegen      | 28 juin, Siegen |              |   | 2 juillet, Osnabrück | 2 juillet, Osnabrück |
|  | RF Allemagne         | 1ap (4)         |              |   | 2 juillet, Osnabrück | 2 juillet, Osnabrück |
|  | RF Allemagne         | 1ap (4)         |              |   | 2 juillet, Osnabrück | 2 juillet, Osnabrück |
|  | Italie               | 1 tab(3)        |              |   | 2 juillet, Osnabrück | 2 juillet, Osnabrück |
|  | Italie               | 1 tab(3)        | RF Allemagne | 4 |                      |                      |
|  | 28 juin, Lüdenscheid |                 | RF Allemagne | 4 |                      |                      |
|  |                      | Norvège         | 1            |   |                      |                      |
|  | Norvège              | Norvège         | 1            | 2 |                      |                      |
|  | Norvège              |                 |              | 2 |                      |                      |
|  | Suède                | 1               |              |   |                      |                      |
|  | Suède                | 1               | 3e place     |   |                      |                      |
|  |                      |                 |              |   |                      |                      |
|  | 30 juin, Osnabrück   |                 |              |   |                      |                      |
|  |                      |                 |              |   |                      |                      |
|  | Suède                | 2               |              |   |                      |                      |
|  | Suède                | 2               |              |   |                      |                      |
|  | Italie               | 1               |              |   |                      |                      |
|  | Italie               | 1               |              |   |                      |                      |